# Eser
Eser (em hebraico: עֵזֶר‎‎, "ajuda") é o nome de vários personagens citados na Bíblia:
1. Um chefe horeu.[2][3]
2. Um judaíta.[4]
3. Um efraimita, morto pelos homens do Gate.[5]
4. Um gadita que seguiu Davi enquanto estava no exílio por causa da ira de Saul.[6]
5. Um dos que, sob a direção de Neemias, repararam o muro de Jerusalém.[7]
6. Um músico de uma das grandes empresas nomeado por Neemias para dar graças à dedicação dos muros de Jerusalém.[8]